# Метропольная общинная церковь (Торонто)
Метропольная общинная церковь Торонто (англ. Metropolitan Community Church of Toronto, MCC Toronto) — автономный приход Метропольной общинной церкви (MCC) — протестантской христианской деноминации, обслуживающей прихожан ЛГБТ. Храм расположен на Симпсон-авеню в городе Торонто в Канаде. Приход основан в 1973 году. Община сыграла важную роль в установлении равенства в брачном законодательстве провинции Онтарио. Обряд бракосочетания двух однополых пар в стенах храма 14 января 2001 года положил начало процессу «Галперн против Канады», решение по которому в 2003 году привело к легализации однополых браков в провинции.
Приход является крупнейшим в составе Метропольной общинной церкви. В канун Рождества и во время марша достоинства в Торонто церковь проводит службы вне стен храма, так как численность прихожан в эти дни превышает вместимость здания; богослужение на Рождество проводится в Концертном зале Роя Томсона, служба во время марша достоинства проходит прямо на улице Чёрч-стрит в самом центре гей-деревни Чёрч-и-Уэлсли.

## История
В 1973 году группа ЛГБТ обратилась к руководству Метропольной общинной церкви в Лос-Анджелесе с просьбой прислать кого-нибудь в Торонто для основания нового прихода. В июле 1973 года в город прибыл пастор Боб Уолф. 17 июля 1973 года было проведено первое богослужение с участием 12 человек. Пастор Уолф, скончавшийся в июле 2005 года, упорно трудился над основанием новой общины. Он приобрёл известность после того, как отговорил молодого гея, собиравшегося сброситься с крыши Городского совета Торонто, от попытки самоубийства. На последовавшей за этим церемонии с благодарностью от городских властей, пастор подверг критике позицию политиков, отказывавшихся менять гомофобные законы. В 1978 году пастора Уолфа сменил пастор Брент Хоукс.
В первые годы существования прихода богослужения проводились в стенах церкви Святой Троицы. В 1985 году приход приобрёл первое собственное здание на Джерард-стрит-ист, которое стало первой недвижимостью в Канаде, приобретённой организацией для ЛГБТ людей.
В 1990 году, реагируя на эпидемию СПИДа, приход нанял штатного сотрудника для координации своей программы «СПИД-помощь», благодаря которой волонтёры оказали помощь сотням людей на дому и в хосписах. Метропольная общинная церковь Торонто организовала группы поддержки по проблемам ВИЧ / СПИДа и другим вопросам здоровья. В 1997 году приход расширил программу «СПИД-помощь» до программы «Приходская помощь» и оказывает поддержку людям с различными заболеваниями и нуждами.
В 1991 году приход переехал в здание 115 на Симпсон-авеню, которое ранее называлось Объединенной церковью Симпсон-авеню. В 2011 году церковь получила пожертвование в размере одного миллиона долларов от филантропов Маргарет и Уоллеса Маккейнов, которое стало крупнейшим разовым пожертвованием, когда-либо полученным Метропольной общинной церковью.
Хотя приход официально не проводит государственных похорон, пастор Хоукс присутствовал на государственных похоронах Джека Лейтона в Концертном зале Роя Томпсона 27 августа 2011 года.
9 июля 2017 года прихожане с правом голоса проголосовали за избрание пастора Джеффа Рокка новым старшим пастором. Пастор Рокк возглавил приход 1 октября 2017 года, после ухода пастора Хоукса на пенсию.

## ЛГБТ-активизм
Метропольная общинная церковь Торонто содействовала основанию ряда ЛГБТ-групп. Приход помог организовать первое собрание местной ячейки организации Родители, семьи и друзья лесбиянок и геев и оплачивал телефонную связь в первый год её работы. В церковном здании размещались штаб-квартиры организаций Консультационный центр для лесбиянок и геев в Торонто, Молодёжная группа лесбиянок и геев Торонто и Коалиция за права лесбиянок и геев в Онтарио. Церковь стала первой организацией, участвовавшей со своей платформой на марше достоинства в Торонто.
Приход неизменно поддерживает права ЛГБТ. В 1986 году община поддержала билль 7, добавивший сексуальную ориентацию в Кодекс прав человека Онтарио. В 1994 году прихожане поддержали билль 167, который изменил определение слова «супруг» в Онтарио. В 1996 году приход участвовал в процессе «Иган против Канады» в Верховном суде страны, в котором рассматривался вопрос о нарушении конституции при непризнании однополых супружеских отношений в соответствии с Законом о безопасности по старости. Итогом процесса стало признание прав однополых пар и внесение сексуальной ориентации в Канадскую хартию прав и свобод. В 1999 году пастор Хоукс дал показания в процессе «М против Х» об обеспечении супружеской поддержки в семейном кодексе, согласно которому однополые пары пользуются равным обращением в соответствии с конституцией.
Осенью 2000 года церковь начала работу по легализации однополых браков в Канаде. Юристы прихода разработали стратегию, основанную на сочетании Закона Онтарио о браке и Канадской хартии прав и свобод. 14 января 2001 года пастор Хоукс обвенчал две однополые пары, но генеральный регистратор Онтарио отказался зарегистрировать документы о браке. Церковь подала в суд на провинциальное правительство. Дело было рассмотрено в ноябре 2001 года. Решение было вынесено в пользу церкви. Пастор Хоукс был главным маршалком Всемирного марша достоинства в 2014 году.